# Fluda
Fluda Peckham & Peckham, 1892 è un genere di ragni appartenente alla famiglia Salticidae.

## Distribuzione
Le 11 specie oggi note di questo genere sono state rinvenute in America meridionale: quattro specie sono endemiche del Brasile e tre del Venezuela.

## Tassonomia
Questo genere è un sinonimo anteriore di Keyserlingella Peckham & Peckham, 1892 a seguito di un lavoro dell'aracnologa Galiano del 1971.
A giugno 2011, si compone di 11 specie:
- Fluda angulosa Simon, 1900 — Venezuela
- Fluda araguae Galiano, 1971 — Venezuela
- Fluda elata Galiano, 1986 — Ecuador
- Fluda goianiae Soares & Camargo, 1948 — Brasile
- Fluda inpae Galiano, 1971 — Brasile
- Fluda narcissa Peckham & Peckham, 1892[2] — Brasile
- Fluda nigritarsis Simon, 1900 — Venezuela
- Fluda opica (Peckham & Peckham, 1892) — Brasile
- Fluda perdita (Peckham & Peckham, 1892) — Colombia, Trinidad, Guyana
- Fluda princeps Banks, 1929 — Panama
- Fluda ruficeps (Taczanowski, 1878) — Perù

### Specie trasferite
- Fluda cara (Peckham & Peckham, 1892); trasferita al genere Paradamoetas[1].

### Nomen dubium
- Fluda minuta (Peckham & Peckham, 1893); un esemplare femminile, rinvenuto sull'isola Saint Vincent e originariamente ascritto all'ex-genere Keyserlingella Peckham & Peckham, 1892, a seguito di un lavoro dell'aracnologa Galiano del 1971 è da ritenersi nomen dubium[1].